# 先行研究
先行研究（せんこうけんきゅう）は、ある研究対象について、既に自分の研究よりも先んじて発表された研究を指す。通常は他の研究者による学術論文や専門書などを指す。

## 概要
科学の分野でそれなりの研究を行おうという場合、先行研究を自分の研究の参考にし、その結果とそこから生じた判断を踏まえた上で、それに独自の見解を接木し、あるいはそれを批判して、自己の学説として発表することが求められる。そのため、学術論文の執筆には、まず先行研究を調べるところから始まることになる。
もちろん、これからやってみようと思うことが、「すでに行われたもの」ないし「内容に何ら変わりのないもの」であれば、研究それ自体に「意味がない」場合もある。しかし、それ以上に重要なことは、「自分の行おうとする研究が、科学の流れの中において、どのような位置にあるのか」を知ること、すなわち「自分の研究のどこに独自性があるか」を明確化することにあり、それを把握した上で、自分の得た結果について考察を行うならば、そこから得られる判断の位置づけもまた明らかになる。
この一連の作業を「研究史の整理」という。理想としては「大方全部」を目指す必要があるが、実際に全てを網羅できたのか否かは確認できないのが現状であるため、「全ての研究」を取り上げないまでも、その中から自分の研究の問いにおける「代表的な先行研究」といえるものを提示することは大切である。

## 収集方法
先行研究を探すには、幾つかの方法がある。
関連する文献を遡る
ある分野の研究を行おうとする場合、その問題に関する文献や記述のある著作ぐらいは少なからず目にしているはずであるから、それが真っ当なものであれば、 文末脚注などに参考文献が掲載されているのが普通であるため、そこから関連するものを探し出し、そうして手に入れた論文にも付いているであろう参考文献からさらに遡る。こうして「芋づる式」に関連する文献を探して読んでいくことで、構造的に先行研究どうしの関係が理解できるようになっていく。あまりに広くて歴史の古い分野だと、全てを遡るわけにはいかなくなるが、そういう流れの中で重要な鍵になる文献は拾い上げられるようになるため、いずれにせよ文献から得た情報を整理して蓄積することが大切である。
検索用の雑誌から探す
どの分野においても、先行研究の探索は重要であるから、ある程度の規模を持つ分野であれば、そのような探索の手助けとなる雑誌が発行されている。それらは「抄録」や「アブストラクト」と呼ばれ、その分野に関する「過去のある期間ごとに発行された論文の題名・著者・雑誌名、内容の要約やキーワード」などが列記されており、自分の求める論文をそこから探すことが出来る。また、有力な学会誌には、その学会の研究動向を分野別に概観する「展望号」を備えたものがあり、ここ1年ないし2年の研究成果を当該分野の専門研究者がまとめて紹介することもある。
学術検索サイトで検索する
インターネット上で検索するに際しては、検索エンジンやネット書店を使用する場合もあるが、どのような論文がいつ頃から誰かによって書かれているのかを知るには、文献データベースを使用することが望ましいとされる。具体例としてはGoogle Scholar、CiNii、国立国会図書館サーチなどがあり、データベースによってはPDFファイルなどの電子媒体をそのままダウンロードができる。ただし、つい最近に公刊された最新の論文などは、往々にして検索から漏れてしまうため、自分の研究分野と重なる研究者のResearchmapや所属先の紀要を機関リポジトリで閲覧するなどの工夫がいる。

### 見つからなかった場合
普通は全く新しい分野といっても、それまでの全ての分野と無関係に存在するものではないから、少なくとも参考文献は存在するのが普通であるが、それまで誰も着目しなかった領域については、先行研究も存在しないことになる。これは往々にして全く新しい展開を科学の世界に作る物となるが、その場合、その論文を裏付ける事実が他にはないことになる。そして、先行研究なしで学術論文を発表した場合、筆者の思い込みの可能性など、研究テーマの正当性が問題にされることもあり得る。
もっとも、科学の分野において、全く先行研究のない研究論文はなかなか存在しない。これは、一つには科学の研究が技術の向上に基づいていることによる。実験操作にしても、例えば生物の細部の研究は、虫眼鏡から顕微鏡へ、という風に科学技術の進歩と結びついている。したがって、新たな展開はそれ以前の技術による研究を土台として行われるものである。
ただ、先行研究がなかなか見つからず、後になって発見される例もある。有名なのはメンデルの法則で、その発表の40年ほど後に、新発見として発表された後にすでに発表されたものであることが判明した。本来ならば彼の研究を先行研究として、それを超える結果を示すべき状況ではあったわけである。もっともこの場合にも、それ以外の多数の交配実験に関する研究は参考にされている。
もう少しややこしいのは、先行研究が別分野にあった場合である。例えば、生物個体数の増加を表すモデルであるロジスティック方程式は、生態学の分野では20世紀初頭にショウジョウバエなどの実験個体群の研究から導き出されたものであるが、後に19世紀にピエール＝フランソワ・フェルフルストがすでに発表したものであることが判明した。これは、彼の研究が人口統計学という同じ現象を扱う別分野であったためである。
奈良大学文学部教授の村上紀夫は、先行研究が見つからない原因の可能性として、次の4つを提示している。
1. 過去に誰も気づいていない（扱ったことのない）研究テーマである可能性。
2. 難解すぎる、または研究・分析に耐えうる一次資料に乏しく、研究が不可能なテーマである可能性。
3. 既存の研究成果の参照や流用で、結果が大体解ってしまい研究しても意味のないテーマである可能性。
4. 単に探し方に不備があり、先行研究を見付けられなかった（見落としていた）可能性。

このうち、1.については先行研究がなくとも研究成果を上げやすく、その研究について先駆的な業績ともなりうるため非常運が良い事例であり、2.3.についても、後の資料増加や研究アプローチの仕方次第では研究成果に繋げられる可能性があるが、4.については研究史整理の失敗で、自身の研究が既に過去の誰かによってなされていたものである可能性が高く、もっとも悲惨な結果に繋がるという。

## 諸問題
自由な思考の妨げ
先行研究を知ることは、見方を変えると先入観ないし予断を持つことであり、そのために研究やその結果が歪められる可能性がある。古くはファーブルが、先行研究を調べることに頼るのを再三にわたって戒めている。これは、彼の時代の昆虫学では習性に関するまともな研究がほとんどなかったため、役に立たない上に誤ったものが多かったという事情がある。パスツールがカイコの病気の研究のための基礎知識を得るため、ファーブルの元を訪れたが、その際、パスツールがあまりにカイコに無知なことに驚くと同時に、そのような無垢の状態でこそ、新しい研究も可能なのだと誉めている。ただしファーブル自身は先行研究を軽視するあまりに、ある種のカメムシが卵塊を保護するという観察を否定する、といった失敗もしている。
「先行研究の整理」＝「文献研究」という思い込み
文献研究とは「既に存在している資料を材料として、新たな発見を導き出す研究手法」であるが、時として先行研究を読むことを文献研究だと思い込む人が一定数いる。研究は新しい未発表の理論や解決法を提示するものでなくてはならないため、どれだけ先行研究を読んで手際よく整理しても、そこには「既に誰かが発見したもの」しか残らない。